# Großer Preis von Deutschland 2016
Der Große Preis von Deutschland 2016 (offiziell Formula 1 Grosser Preis von Deutschland 2016) fand am 31. Juli auf dem Hockenheimring in Hockenheim statt und war das zwölfte Rennen der Formel-1-Weltmeisterschaft 2016.

## Bericht

### Hintergründe
Nach dem Großen Preis von Ungarn führte Lewis Hamilton in der Fahrerwertung mit sechs Punkten vor Nico Rosberg und mit 77 Punkten vor Daniel Ricciardo. In der Konstrukteurswertung führte Mercedes mit 154 Punkten vor Ferrari und mit 155 Punkten vor Red Bull.
Beim Großen Preis von Deutschland stellte Pirelli den Fahrern die Reifenmischungen P Zero Medium (weiß), P Zero Soft (gelb) und P Zero Supersoft (rot) sowie für Nässe Cinturato Intermediates (grün) und Cinturato Full-Wets (blau) zur Verfügung.
Vor dem Rennen wurden die seit dieser Saison geltenden Einschränkungen beim Funkverkehr aufgehoben. Jenson Button und Rosberg hatten in den beiden vorangegangenen Rennen Strafen dafür erhalten, dass ihnen die Ingenieure über Funk Anweisungen gegeben hatten, die von den Rennkommissaren als unerlaubte Hilfe eingeschätzt wurden.
Daniil Kwjat (sieben), Max Verstappen (sechs), Kimi Räikkönen (fünf), Valtteri Bottas, Marcus Ericsson, Esteban Gutiérrez, Rio Haryanto, Nico Hülkenberg, Felipe Nasr, Pascal Wehrlein (jeweils vier), Fernando Alonso, Romain Grosjean, Hamilton, Jolyon Palmer, Rosberg und Sebastian Vettel (jeweils zwei) gingen mit Strafpunkten ins Rennwochenende.
Mit Alonso (dreimal), Hamilton (zweimal), Vettel und Rosberg (jeweils einmal) traten vier ehemalige Sieger zu diesem Grand Prix an.
Ricciardo bestritt seinen 100. Grand Prix.
Als Rennkommissare fungierten José Abed (MEX), Emerson Fittipaldi (BRA), Paul Gutjahr (CHE) und Achim Loth (DEU).

### Training
Im ersten freien Training fuhr Rosberg in 1:15,517 Minuten die Bestzeit vor Hamilton und Vettel.
Im zweiten freien Training fuhr Rosberg erneut die schnellste Zeit, dieses Mal in 1:15,614 Minuten. Zweitschnellster war erneut Hamilton vor Vettel. Button stellte seinen McLaren nach etwa der Hälfte des Trainings an der Box ab, da er über Schmerzen im linken Auge klagte. Nach einer Untersuchung im Medical Centre der Strecke wurde ihm in einem Krankenhaus in Mannheim ein Karbonfragment aus dem linken Auge entfernt.
Auch im dritten freien Training war Rosberg mit einer Rundenzeit von 1:15,738 Minuten Schnellster vor Hamilton und Ricciardo. Hamilton verließ sim Training seine Box, als sich Grosjean in der Boxengasse näherte. Grosjean musste sein Fahrzeug anhalten, um eine Kollision zu vermeiden. Die Rennkommissare sprachen eine Geldstrafe von 10.000 Euro gegen das Mercedes-Team aus, Hamilton wurde nicht bestraft. Wenig später drehte sich Grosjean wegen eines Getriebeschadens, das Getriebe musste gewechselt werden.

### Qualifying
Das Qualifying bestand aus drei Teilen mit einer Nettolaufzeit von 45 Minuten. Im ersten Qualifying-Segment (Q1) hatten die Fahrer 18 Minuten Zeit, um sich für das Rennen zu qualifizieren. Alle Fahrer, die im ersten Abschnitt eine Zeit erzielten, die maximal 107 Prozent der schnellsten Rundenzeit betrug, qualifizierten sich für den Grand Prix. Die besten 16 Fahrer erreichten den nächsten Teil. Hamilton war Schnellster, genau wie sein Teamkollege Rosberg fuhr er seine schnelle Runde auf der Soft- anstatt der Supersoft-Mischung. Die Sauber- und Manor-Piloten, Kwjat und Kevin Magnussen schieden aus.
Der zweite Abschnitt (Q2) dauerte 15 Minuten. Die schnellsten zehn Piloten qualifizierten sich für den dritten Teil des Qualifyings. Alle Piloten begannen auf Intermediates, wechselten kurz vor dem Ende des Abschnitts aber auf die Supersoft-Mischung. Hamilton war erneut Schnellster. Palmer, die Haas- und McLaren-Piloten, und Carlos Sainz jr. schieden aus.
Der finale Abschnitt (Q3) ging über eine Zeit von zwölf Minuten, in denen die ersten zehn Startpositionen vergeben wurden. Rosberg brach seinen ersten Versuch mit einem Elektronikproblem ab, fuhr im zweiten Versuch dann aber mit einer Rundenzeit von 1:14,363 Minuten die Bestzeit vor Hamilton und Ricciardo. Es war die 27. Pole-Position für Rosberg.
Grosjean erhielt eine Startplatzstrafe in Höhe von fünf Plätzen, da sein Getriebe nach dem dritten freien Training vorzeitig gewechselt wurde. Sainz jr. wurde um drei Startplätze nach hinten versetzt, da er Felipe Massa auf seiner schnellen Runde behindert hatte. Außerdem erhielt er zwei Strafpunkte. Auch Hülkenberg erhielt eine Startplatzstrafe. Er wurde um einen Platz nach hinten versetzt, da er im Qualifying einen Reifensatz verwendete, den er laut der elektronischen Meldung des Teams an Reifenlieferant Pirelli nach dem freien Training hätte zurückgeben sollen.

### Rennen
Rosberg startete nicht gut und fiel hinter Hamilton und beide Red-Bull-Piloten auf den vierten Platz zurück, Verstappen überholte in der ersten Kurve Ricciardo. Dahinter überholte Vettel Räikkönen. Palmer verbremste sich vor der Einfahrt Parabolika und zog sich einen Bremsplatten zu. In der Spitzkehre kam es dann zu einer Kollision zwischen ihm und Massa, da Palmer wegen der daraus resultierenden Vibrationen den Abstand zu Massas Williams falsch einschätzte. Palmer fuhr am Ende der zweiten Runde zum Reifenwechsel an die Box. Hamilton führte vor Verstappen, Ricciardo, Rosberg, Vettel, Räikkönen, Bottas, Hülkenberg, Button und Massa.
In der 6. Runde überholte Alonso Massa, im hinteren Feld kam es zu einer Kollision zwischen Wehrlein und Haryanto. Rosberg und Verstappen gingen als erste Piloten der Spitzengruppe in der elften Runde an die Box und wechselten erneut auf Supersoft. Beide fielen hinter Button zurück, Verstappen überholte diesen kurz darauf. Eine Runde später wechselten Ricciardo und Bottas die Reifen, beide fuhren nun Soft. Ricciardo kam zwischen Verstappen und Button auf die Strecke zurück. Eine weitere Runde später stoppten Vettel und Button, noch eine Runde später dann Hamilton, Räikkönen und Alonso. Auch diese Fahrer fuhren jetzt die Soft-Mischung. Die beiden Haas-Piloten hatten bis zu diesem Zeitpunkt noch nicht die Reifen gewechselt und lagen zunächst in den Top Ten, wurden von den Konkurrenten mit den frischen Reifen jedoch schnell wieder überholt. Rosberg fuhr zu diesem Zeitpunkt die bislang schnellste Runde.
Massa verlor weitere Positionen, er musste kurz nacheinander Magnussen, Sainz jr. und Grosjean, der in der Zwischenzeit an der Box gewesen war, passieren lassen. Palmer fuhr in der 26. Runde an die Box und wechselte neben den Reifen auch den Frontflügel, den er sich bei der Kollision mit Massa in der ersten Runde beschädigt hatte. Rosberg wechselte eine Runde später auf Soft, Verstappen in der 28. Runde ebenfalls. Rosberg überholte Verstappen kurz darauf, drängte ihn dabei in der Spitzkehre aber von der Strecke. Die Rennkommissare sprachen hierfür eine Fünf-Sekunden-Strafe gegen Rosberg aus, außerdem erhielt er zwei Strafpunkte.
In der 31. Runde wechselte Vettel auf Supersoft und fiel hinter Bottas zurück, den er kurz darauf aber wieder überholte. Eine weitere Runde später stoppten Räikkönen und Hülkenberg, beide fuhren dann ebenfalls auf Supersoft. Als Nächstes wechselten Räikkönen, Hamilton und Bottas die Reifen, wobei Bottas als einziger Pilot Soft aufzog. Ricciardo war zu diesem Zeitpunkt deutlich schneller als Verstappen und schloss auf ihn auf, in Runde 40 ließ Verstappen ihn kampflos passieren. Massa hatte das Rennen mit seinem beschädigten Fahrzeug kurz zuvor aufgegeben.
In der 44. Runde kamen mit Rosberg und Hülkenberg die ersten Piloten zu ihrem dritten Reifenwechsel an die Box. Bei Mercedes wartete das Team wegen eines Problems mit der Stoppuhr statt fünf Sekunden mehr als acht Sekunden, bis die Arbeiten an Rosbergs Auto begannen. In den folgenden drei Runden wechselten zunächst Verstappen, danach Ricciardo, Vettel und Button und anschließend Hamilton, Räikkönen und Alonso die Reifen. Die Red-Bull-Fahrer wechselten hierbei auf Supersoft und fuhren kurz nach dem Boxenstopp jeweils die schnellsten Runden des Rennens.
Bottas, der nach seinem Reifenwechsel in Runde 33 nicht mehr an der Box gewesen war, fuhr deutlich langsamer als die hinter ihm liegenden Piloten. So schloss Hülkenberg auf und überholte Bottas in Runde 62, vier Runden später ging auch Button an Bottas vorbei. In den letzten Runden des Rennens fielen einige Regentropfen, die das Rennen jedoch nicht beeinflussten. Die Supersoft-Reifen der Red-Bull-Piloten ließen in den letzten Runden nach, so dass Rosberg aufholte. Er kam jedoch nicht mehr in Schlagdistanz. Kurz vor dem Rennende ging Pérez an Alonso vorbei und übernahm den zehnten Platz.
Hamilton gewann das Rennen vor Ricciardo und Verstappen. Es war der 49. Sieg für Hamilton in der Formel-1-Weltmeisterschaft. Zum ersten Mal seit dem Großen Preis von Ungarn 2015 standen beide Red-Bull-Fahrer auf dem Podium. Die restlichen Punkteplatzierungen belegten Rosberg, Vettel, Räikkönen, Hülkenberg, Button, Bottas und Pérez.
In der Gesamtwertung baute Hamilton die Führung vor Rosberg auf 19 Punkte aus, Ricciardo blieb Dritter. Bei den Konstrukteuren lag Mercedes weiterhin mit großem Vorsprung in Führung, Red Bull überholte Ferrari und lag nun auf dem zweiten Platz.

## Meldeliste
| Team                          | Nr. | Fahrer            | Chassis                | Motor                       | Reifen |
| ----------------------------- | --- | ----------------- | ---------------------- | --------------------------- | ------ |
| Mercedes AMG Petronas F1 Team | 44  | Lewis Hamilton    | Mercedes F1 W07 Hybrid | Mercedes-Benz PU106C Hybrid | P      |
| Mercedes AMG Petronas F1 Team | 06  | Nico Rosberg      | Mercedes F1 W07 Hybrid | Mercedes-Benz PU106C Hybrid | P      |
| Scuderia Ferrari              | 05  | Sebastian Vettel  | Ferrari SF16-H         | Ferrari 059/5               | P      |
| Scuderia Ferrari              | 07  | Kimi Räikkönen    | Ferrari SF16-H         | Ferrari 059/5               | P      |
| Williams Martini Racing       | 19  | Felipe Massa      | Williams FW38          | Mercedes-Benz PU106C Hybrid | P      |
| Williams Martini Racing       | 77  | Valtteri Bottas   | Williams FW38          | Mercedes-Benz PU106C Hybrid | P      |
| Red Bull Racing               | 03  | Daniel Ricciardo  | Red Bull RB12          | TAG Heuer                   | P      |
| Red Bull Racing               | 33  | Max Verstappen    | Red Bull RB12          | TAG Heuer                   | P      |
| Sahara Force India F1 Team    | 27  | Nico Hülkenberg   | Force India VJM09      | Mercedes-Benz PU106C Hybrid | P      |
| Sahara Force India F1 Team    | 11  | Sergio Pérez      | Force India VJM09      | Mercedes-Benz PU106C Hybrid | P      |
| Renault Sport F1 Team         | 20  | Kevin Magnussen   | Renault R.S.16         | Renault Energy F1 2016      | P      |
| Renault Sport F1 Team         | 30  | Jolyon Palmer     | Renault R.S.16         | Renault Energy F1 2016      | P      |
| Renault Sport F1 Team         | 45  | Esteban Ocon      | Renault R.S.16         | Renault Energy F1 2016      | P      |
| Scuderia Toro Rosso           | 26  | Daniil Kwjat      | Toro Rosso STR11       | Ferrari 059/4               | P      |
| Scuderia Toro Rosso           | 55  | Carlos Sainz jr.  | Toro Rosso STR11       | Ferrari 059/4               | P      |
| Sauber F1 Team                | 09  | Marcus Ericsson   | Sauber C35             | Ferrari 059/5               | P      |
| Sauber F1 Team                | 12  | Felipe Nasr       | Sauber C35             | Ferrari 059/5               | P      |
| McLaren Honda                 | 14  | Fernando Alonso   | McLaren MP4-31         | Honda RA616H                | P      |
| McLaren Honda                 | 22  | Jenson Button     | McLaren MP4-31         | Honda RA616H                | P      |
| Manor Racing MRT              | 94  | Pascal Wehrlein   | Manor MRT05            | Mercedes-Benz PU106C Hybrid | P      |
| Manor Racing MRT              | 88  | Rio Haryanto      | Manor MRT05            | Mercedes-Benz PU106C Hybrid | P      |
| Haas F1 Team                  | 08  | Romain Grosjean   | Haas VF-16             | Ferrari 059/5               | P      |
| Haas F1 Team                  | 21  | Esteban Gutiérrez | Haas VF-16             | Ferrari 059/5               | P      |
| Haas F1 Team                  | 50  | Charles Leclerc   | Haas VF-16             | Ferrari 059/5               | P      |

Anmerkungen
1. 1 2  Der Renault mit der Startnummer 45 wurde im ersten freien Training für Ocon eingesetzt. Palmer übernahm das Fahrzeug anschließend für das restliche Rennwochenende mit seiner Startnummer 30.
2. 1 2  Der Haas mit der Startnummer 50 wurde im ersten freien Training für Leclerc eingesetzt. Gutiérrez übernahm das Fahrzeug anschließend für das restliche Rennwochenende mit seiner Startnummer 21.

## Klassifikationen

### Qualifying
| Pos.                                                                      | Fahrer            | Konstrukteur         | Q1       | Q2       | Q3       | Start |
| ------------------------------------------------------------------------- | ----------------- | -------------------- | -------- | -------- | -------- | ----- |
| 01                                                                        | Nico Rosberg      | Mercedes             | 1:15,485 | 1:14,839 | 1:14,363 | 01    |
| 02                                                                        | Lewis Hamilton    | Mercedes             | 1:15,243 | 1:14,748 | 1:14,470 | 02    |
| 03                                                                        | Daniel Ricciardo  | Red Bull-TAG Heuer   | 1:15,591 | 1:15,545 | 1:14,726 | 03    |
| 04                                                                        | Max Verstappen    | Red Bull-TAG Heuer   | 1:15,875 | 1:15,124 | 1:14,834 | 04    |
| 05                                                                        | Kimi Räikkönen    | Ferrari              | 1:15,752 | 1:15,242 | 1:15,142 | 05    |
| 06                                                                        | Sebastian Vettel  | Ferrari              | 1:15,927 | 1:15,630 | 1:15,315 | 06    |
| 07                                                                        | Nico Hülkenberg   | Force India-Mercedes | 1:16,301 | 1:15,623 | 1:15,510 | 08    |
| 08                                                                        | Valtteri Bottas   | Williams-Mercedes    | 1:15,952 | 1:15,490 | 1:15,530 | 07    |
| 09                                                                        | Sergio Pérez      | Force India-Mercedes | 1:16,169 | 1:15,500 | 1:15,537 | 09    |
| 10                                                                        | Felipe Massa      | Williams-Mercedes    | 1:16,503 | 1:15,699 | 1:15,615 | 10    |
| 11                                                                        | Esteban Gutiérrez | Haas-Ferrari         | 1:15,987 | 1:15,883 | –        | 11    |
| 12                                                                        | Jenson Button     | McLaren-Honda        | 1:16,172 | 1:15,909 | –        | 12    |
| 13                                                                        | Carlos Sainz jr.  | Toro Rosso-Ferrari   | 1:16,317 | 1:15,989 | –        | 15    |
| 14                                                                        | Fernando Alonso   | McLaren-Honda        | 1:16,338 | 1:16,041 | –        | 13    |
| 15                                                                        | Romain Grosjean   | Haas-Ferrari         | 1:16,328 | 1:16,086 | –        | 20    |
| 16                                                                        | Jolyon Palmer     | Renault              | 1:16,636 | 1:16,665 | –        | 14    |
| 17                                                                        | Kevin Magnussen   | Renault              | 1:16,716 | –        | –        | 16    |
| 18                                                                        | Pascal Wehrlein   | Manor-Mercedes       | 1:16,717 | –        | –        | 17    |
| 19                                                                        | Daniil Kwjat      | Toro Rosso-Ferrari   | 1:16,876 | –        | –        | 18    |
| 20                                                                        | Rio Haryanto      | Manor-Mercedes       | 1:16,977 | –        | –        | 19    |
| 21                                                                        | Felipe Nasr       | Sauber-Ferrari       | 1:17,123 | –        | –        | 21    |
| 22                                                                        | Marcus Ericsson   | Sauber-Ferrari       | 1:17,238 | –        | –        | 22    |
| 107-Prozent-Zeit: 1:20,510 min (bezogen auf Q1-Bestzeit von 1:15,243 min) |                   |                      |          |          |          |       |

Anmerkungen
1. ↑  Hülkenberg wurde um einen Startplatz nach hinten versetzt, da er im Qualifying einen falschen Reifensatz benutzt hatte
2. ↑  Sainz jr. wurde um drei Startplätze nach hinten versetzt, da er Massa im Qualifying behindert hatte
3. ↑  Grosjean wurde wegen eines vorzeitigen Getriebewechsels um fünf Startplätze nach hinten versetzt

### Rennen
| Pos. | Fahrer            | Konstrukteur         | Runden | Stopps | Zeit        | Start | Schnellste Runde |
| ---- | ----------------- | -------------------- | ------ | ------ | ----------- | ----- | ---------------- |
| 01   | Lewis Hamilton    | Mercedes             | 67     | 3      | 1:30:44,200 | 02    | 1:18,746 (52.)   |
| 02   | Daniel Ricciardo  | Red Bull-TAG Heuer   | 67     | 3      | + 6,996     | 03    | 1:18,442 (48.)   |
| 03   | Max Verstappen    | Red Bull-TAG Heuer   | 67     | 3      | + 13,413    | 04    | 1:18,910 (47.)   |
| 04   | Nico Rosberg      | Mercedes             | 67     | 3      | + 15,845    | 01    | 1:19,122 (51.)   |
| 05   | Sebastian Vettel  | Ferrari              | 67     | 3      | + 32,570    | 06    | 1:18,710 (48.)   |
| 06   | Kimi Räikkönen    | Ferrari              | 67     | 3      | + 37,023    | 05    | 1:19,572 (36.)   |
| 07   | Nico Hülkenberg   | Force India-Mercedes | 67     | 3      | + 1:10,049  | 08    | 1:20,056 (46.)   |
| 08   | Jenson Button     | McLaren-Honda        | 66     | 3      | + 1 Runde   | 12    | 1:19,781 (48.)   |
| 09   | Valtteri Bottas   | Williams-Mercedes    | 66     | 2      | + 1 Runde   | 07    | 1:20,442 (36.)   |
| 10   | Sergio Pérez      | Force India-Mercedes | 66     | 3      | + 1 Runde   | 09    | 1:19,606 (46.)   |
| 11   | Esteban Gutiérrez | Haas-Ferrari         | 66     | 2      | + 1 Runde   | 11    | 1:19,883 (56.)   |
| 12   | Fernando Alonso   | McLaren-Honda        | 66     | 3      | + 1 Runde   | 13    | 1:20,132 (50.)   |
| 13   | Romain Grosjean   | Haas-Ferrari         | 66     | 2      | + 1 Runde   | 20    | 1:20,250 (58.)   |
| 14   | Carlos Sainz jr.  | Toro Rosso-Ferrari   | 66     | 3      | + 1 Runde   | 15    | 1:19,957 (54.)   |
| 15   | Daniil Kwjat      | Toro Rosso-Ferrari   | 66     | 3      | + 1 Runde   | 18    | 1:19,585 (51.)   |
| 16   | Kevin Magnussen   | Renault              | 66     | 2      | + 1 Runde   | 16    | 1:21,649 (42.)   |
| 17   | Pascal Wehrlein   | Manor-Mercedes       | 65     | 3      | + 2 Runden  | 17    | 1:20,710 (49.)   |
| 18   | Marcus Ericsson   | Sauber-Ferrari       | 65     | 2      | + 2 Runden  | 22    | 1:21,212 (35.)   |
| 19   | Jolyon Palmer     | Renault              | 65     | 3      | + 2 Runden  | 14    | 1:21,127 (55.)   |
| 20   | Rio Haryanto      | Manor-Mercedes       | 65     | 3      | + 2 Runden  | 19    | 1:21,845 (56.)   |
| –    | Felipe Nasr       | Sauber-Ferrari       | 57     | 3      | DNF         | 21    | 1:21,420 (45.)   |
| –    | Felipe Massa      | Williams-Mercedes    | 36     | 2      | DNF         | 10    | 1:21,476 (31.)   |

## WM-Stände nach dem Rennen
Die ersten zehn des Rennens bekamen 25, 18, 15, 12, 10, 8, 6, 4, 2 bzw. 1 Punkt(e).

### Fahrerwertung
| Pos. | Fahrer           | Konstrukteur                            | Punkte |
| ---- | ---------------- | --------------------------------------- | ------ |
| 01   | Lewis Hamilton   | Mercedes                                | 217    |
| 02   | Nico Rosberg     | Mercedes                                | 198    |
| 03   | Daniel Ricciardo | Red Bull-TAG Heuer                      | 133    |
| 04   | Kimi Räikkönen   | Ferrari                                 | 122    |
| 05   | Sebastian Vettel | Ferrari                                 | 120    |
| 06   | Max Verstappen   | Red Bull-TAG Heuer / Toro Rosso-Ferrari | 115    |
| 07   | Valtteri Bottas  | Williams-Mercedes                       | 58     |
| 08   | Sergio Pérez     | Force India-Mercedes                    | 48     |
| 09   | Felipe Massa     | Williams-Mercedes                       | 38     |
| 10   | Nico Hülkenberg  | Force India-Mercedes                    | 33     |
| 11   | Carlos Sainz jr. | Toro Rosso-Ferrari                      | 30     |
| 12   | Romain Grosjean  | Haas-Ferrari                            | 28     |

| Pos. | Fahrer            | Konstrukteur                            | Punkte |
| ---- | ----------------- | --------------------------------------- | ------ |
| 13   | Fernando Alonso   | McLaren-Honda                           | 24     |
| 14   | Daniil Kwjat      | Toro Rosso-Ferrari / Red Bull-TAG Heuer | 23     |
| 15   | Jenson Button     | McLaren-Honda                           | 17     |
| 16   | Kevin Magnussen   | Renault                                 | 6      |
| 17   | Pascal Wehrlein   | Manor-Mercedes                          | 1      |
| 18   | Stoffel Vandoorne | McLaren-Honda                           | 1      |
| 19   | Esteban Gutiérrez | Haas-Ferrari                            | 0      |
| 20   | Jolyon Palmer     | Renault                                 | 0      |
| 21   | Marcus Ericsson   | Sauber-Ferrari                          | 0      |
| 22   | Felipe Nasr       | Sauber-Ferrari                          | 0      |
| 23   | Rio Haryanto      | Manor-Mercedes                          | 0      |

### Konstrukteurswertung
| Pos. | Konstrukteur         | Punkte |
| ---- | -------------------- | ------ |
| 1    | Mercedes             | 415    |
| 2    | Red Bull-TAG Heuer   | 256    |
| 3    | Ferrari              | 242    |
| 4    | Williams-Mercedes    | 96     |
| 5    | Force India-Mercedes | 81     |
| 6    | Toro Rosso-Ferrari   | 45     |

| Pos. | Konstrukteur   | Punkte |
| ---- | -------------- | ------ |
| 07   | McLaren-Honda  | 42     |
| 08   | Haas-Ferrari   | 28     |
| 09   | Renault        | 6      |
| 10   | Manor-Mercedes | 1      |
| 11   | Sauber-Ferrari | 0      |